# Alfons Martens
Alfons Martens (Baarle-Nassau, 7 januari 1888 – Sinaai, 24 juni 1960) was een Nederlands-Belgisch redacteur.

## Levensloop
Martens liep school aan het Klein Seminarie te Hoogstraten.
Hij maakte zijn redactioneel debuut als correspondent van De Maasbode. In 1911 werd hij de eerste hoofdredacteur van Ons Volk Ontwaakt, waar hij samenwerkte met onder andere Ernest Claes. In 1922 richtte hij samen met zijn zwager Filip de Pillecyn het Vlaamsgezinde satirische weekblad Pallieter op, een tijdschrift dat vaak de verdediging opnam van Vlaams-nationalisten en uithaalde naar andersdenkenden. In 1925 keerde hij terug naar Ons Volk Ontwaakt als hoofdredacteur, een functie die hij zou blijven uitoefenen tot de aanvang van de Duitse bezetting van België tijdens de Tweede Wereldoorlog. Ons zijn aanvoeren werd in 1932 de titel van het tijdschrift ingekort tot Ons Volk.
In mei 1940 werd hij vervolgens aangesteld als hoofdredacteur van Het Algemeen Nieuws, een krant uitgegeven door De Standaard N.V. met toestemming van de Duitse bezetter. Deze krant was de feitelijke verderzetting van de krant De Standaard, Martens volgde in deze hoedanigheid Karel Peeters op, die een publicatieverbond van het Duits militair bestuur (Militärverwaltung) had gekregen. Deze functie bleef hij uitoefenen tot zijn ontslag in maart 1944. Martens werd opgevolgd als hoofdredacteur van Het Algemeen Nieuws door Gustaaf Van Nuffel. 
Na de bevrijding werd Martens veroordeeld wegens collaboratie. Na zijn vrijlating werd hij actief als redacteur bij religieuze weekbladen.